# İbrahim Kalın

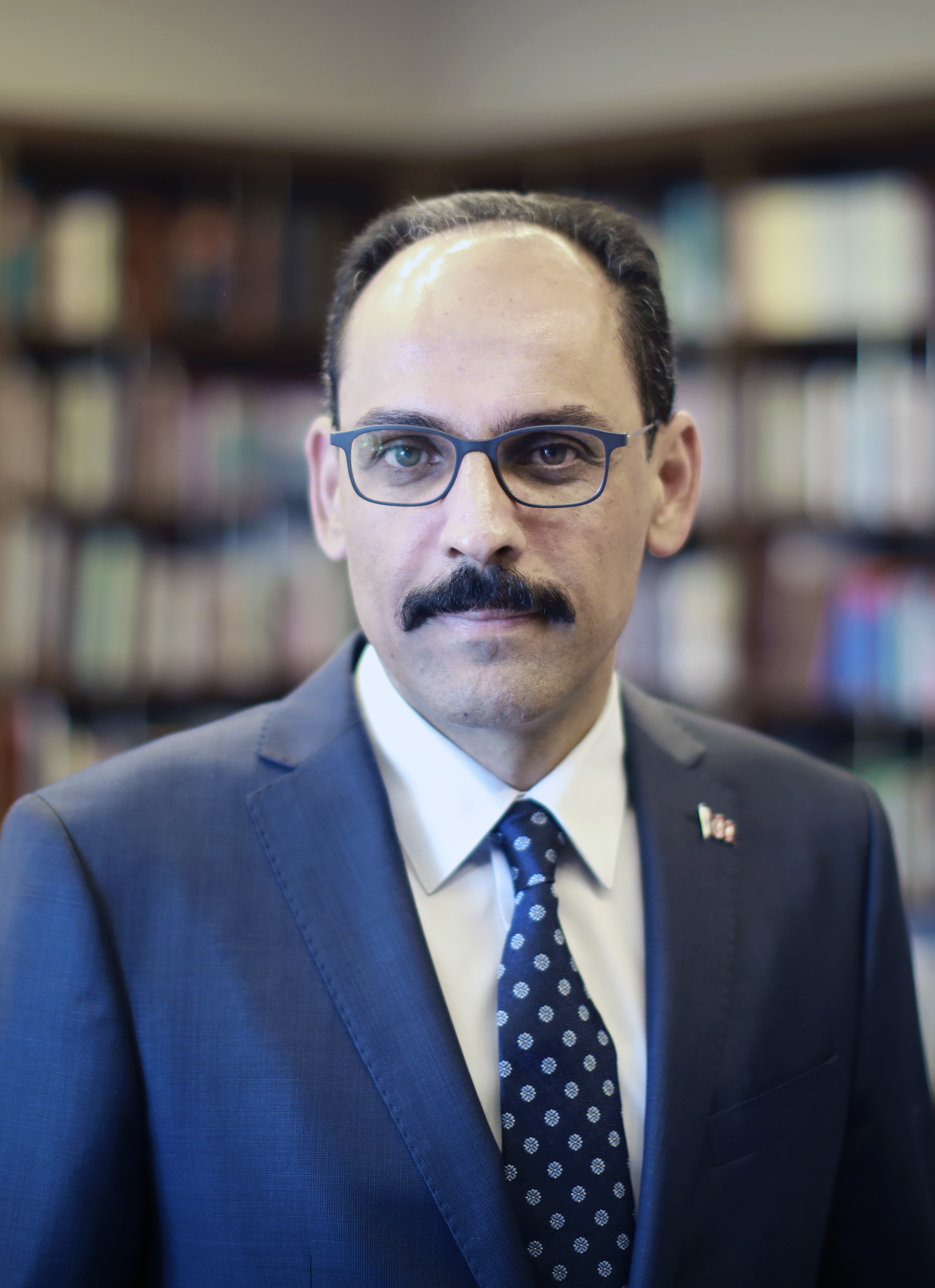
İbrahim Kalın

İbrahim Kalın (* 15. September 1971 in Istanbul) ist ein türkischer islamischer Theologe, Historiker für islamische Philosophiegeschichte und Sprecher und Berater des türkischen Staatspräsidenten Recep Tayyip Erdoğan. Im Juni 2023 wurde er zum Leiter des türkischen Inlandsgeheimdienstes Millî İstihbarat Teşkilâtı ernannt.

## Akademisches Wirken
Seinen B. A. erhielt er an der Universität Istanbul, seinen Master-Abschluss machte er an der Internationalen Islamischen Universität in Malaysia, den Ph. D. erwarb er an der George Washington University in Washington, D.C. Kalin ist Fellow des Prinz-al-Walid-bin-Talal-Zentrums für muslimisch-christliche Verständigung, Georgetown University in Washington, D.C., der ältesten römisch-katholischen, von Jesuiten geleiteten, Universität in den Vereinigten Staaten. Er lehrte an der Jesuitenhochschule College of the Holy Cross in Worcester (Massachusetts).
2007 zählte er zu den Unterzeichnern des offenen Briefes Ein gemeinsames Wort zwischen Uns und Euch an die „Führer christlicher Kirchen überall“ (englisch Leaders of Christian Churches, everywhere …). Den Band des Jahres 2009 von The 500 Most Influential Muslims in the World gab Kalin gemeinsam mit John L. Esposito heraus. Er zählte im Jahr 2011 zu den Mitgliedern der muslimischen Delegation beim 2. Katholisch-Muslimischen Forum des Königlichen Aal al-Bayt Instituts für islamisches Denken (Royal Aal Al-Bayt Institute for Islamic Thought). Im Jahr 2012 wurde er in der Liste der 500 einflussreichsten Muslime des Prinz-al-Walid-bin-Talal-Zentrums für muslimisch-christliche Verständigung der Georgetown University und des Royal Islamic Strategic Studies Centre von Jordanien aufgeführt. Er ist einer der Senior Fellows des Königlichen Aal-al-Bayt-Instituts für islamisches Denken und war einer der Unterzeichner der Botschaft aus Amman (Amman Message).
Kalın war der Gründer und von 2005 bis 2009 Direktor der regierungsnahen konservativen Denkfabrik SETA (Stiftung für Politik, Wirtschaft und Soziale Forschung) in Ankara wobei 2009 eine Filiale in Washington, D.C. eröffnet wurde.
Seine Arbeitsschwerpunkte als Akademiker waren islamische Philosophiegeschichte, türkische Außenpolitik sowie die Beziehungen zwischen dem Islam und dem Westen.

## Politische Ämter
Im Mai 2009 folgte Kalın Ahmet Davutoğlu auf den Posten des außenpolitischen Chefberaters des damaligen Ministerpräsidenten Erdoğan. Nachdem Erdoğan Staatspräsident geworden war, berief er Kalın auf den Posten des stellvertretenden Generalsekretärs des Präsidialamtes und zu dessen Sprecher.

## Diskografie

### Singles
- 2020: Çırpınıp İçinde Döndüğüm Deniz
- 2020: Sen Benimsin Ben Seninim
- 2021: Hiç Oldum
- 2021: Suya Gider Allı Gelin
- 2021: Yeni Cami Avlusunda
- 2021: Şaha Doğru Giden Kervan
- 2022: Metruk (mit Ümit Yılmaz)
- 2022: Mağusa Limanı

## Werke (Auswahl)
- Knowledge as Light. Critical Remarks on M. Hairi Yazdi's Principles of Epistemology in Islamic Philosophy: Knowledge by Presence. In: American Journal of Islamic and Social Sciences. Bd. 16 (1999), S. 85–97 (online).
- Knowledge in later Islamic philosophy. Mullā Ṣadrā on existence, intellect, and intuition. Oxford University Press, Oxford 2010.
- Islam in Turkey. Oxford Bibliographies Online Research Guide. Oxford University Press, Oxford 2010.
- mit John L. Esposito: Islamophobia. The Challenge of Pluralism in the 21st Century. Oxford University Press, Oxford 2011.
- War and Peace in Islam: The Uses and Abuses of Jihad, hrsg. v. Prinz Ghazi bin Muhammad, İbrahim Kalın & Mohammad Hashim Kamali. 2013 (MABDA English Monograph Series)